# 5773 Hopper
5773 Hopper è un asteroide della fascia principale. Scoperto nel 1989, presenta un'orbita caratterizzata da un semiasse maggiore pari a 2,2524177 au e da un'eccentricità di 0,1531920, inclinata di 4,76063° rispetto all'eclittica.